# Bjarte Engen Vik
Bjarte Engen Vik (* 3. März 1971 in Tromsø) ist ein ehemaliger norwegischer Nordischer Kombinierer. Ende der 1990er Jahre war er einer der besten Athleten seiner Sportart, wobei er vor allem im Skispringen überzeugen konnte. Außerdem wurde er von 1996 bis 2000 norwegischer Meister in der Nordischen Kombination und einmal Dritter im Skispringen.

## Werdegang
Engen Vik gehörte schon in seiner Zeit als Junior zum Kreis der weltbesten Kombinierer. Bei den Juniorenskiweltmeisterschaften 1990 in Štrbské Pleso verblieben ihm die Einzelmedaillen verwehrt aber mit seinen Teamkollegen Halldor Skard, Trond Einar Elden gewann er die Goldmedaille.
In der Olympiasaison 1991/92 kam er erstmals als große Nachwuchshoffnung der norwegischen Kombinierer im Weltcup, gab sein Debüt am 12. Januar 1991 in Bad Goisern und wurde Zwölfter. Im Gesamtweltcup landete Engen Vik auf Platz 17. Eine Saison später landete er in Vuokatti erstmals auf das Podestplatz drei und wurde im Gesamtweltcup Elfter. Bei seinen ersten Nordischen Skiweltmeisterschaften 1993 in Falun verpasste er ganz knapp den dritten Platz und wurde Vierter hinter seinem Landsmann Trond Einar Elden. In der Weltcupsaison 1993/94 schaffte er sechs Mal den vierten Platz und verpasste jedes Mal den dritten Platz ganz knapp. Bei der Weltcupstation in Trondheim gewann er den dritten Platz. Am Ende kam er im Gesamtweltcup ebenfalls auf den vierten Platz. Bei den Olympischen Winterspielen 1994 konnte er im eigenen Land starten und gewann zwei Medaillen: einmal die Silbermedaille im Einzel und die Bronzemedaille im Team.
Die Weltcupsaison 1994/95 verlief sehr gut, denn er kam in fünf Rennen als Dritter, einmal als Zweiter ins Ziel und die restlichen Ergebnisse waren zwei vierte und ein elfter Platz. In der Gesamtwertung musste sich Engen Vik mit Platz zwei hinter dem Japaner Kenji Ogiwara zufriedengeben. Die Nordischen Skiweltmeisterschaften 1995 in Thunder Bay verliefen alles andere als gut, denn er gewann im Team die Silbermedaille und im Einzel sprang nur der siebente Platz heraus. Die Weltcupsaison 1995/96 begann eher mäßig als gut, aber zum Saisonende wurde er immer stärker und ihm gelang in Lahti der erste Weltcuperfolg. In der Gesamtwertung lang ihm wieder der vierte Platz. Die Saison 1996/97 begann mit drei zweiten Plätzen. Danach hatte er für ein Rennen in Lahti eine kleine schwäche Phase die aber im nächsten in Oslo und Štrbské Pleso mit drei weiteren Siegen wieder gut machen konnte. In der Gesamtwertung wurde er Dritter. Bei seinen dritten Nordischen Skiweltmeisterschaften 1997 in Trondheim gewann Engen Vik im Einzel die Silbermedaille und wurde im Team zum ersten Mal Weltmeister.

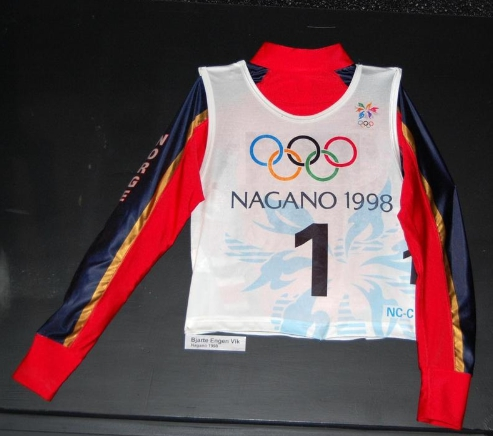
Trikot Viks von den Olympischen Winterspielen 1998 in Nagano

In der Olympischensaison 1997/98 beendete er jedes Rennen unter den ersten zehn. Außerdem gewann er fünf Weltcupstationen, wurde zum ersten Mal Weltcupgesamtsieger und dazu wurde bei seinen letzten Olympischen Winterspielen 1998 in Nagano Olympiasieger im Einzel und im Team. Eine Saison später konnte er das Ergebnis im Weltcup nochmals topen und gewann dazu neunmal ein Weltcuprennen und verteidigte dazu seinen Gesamtsieg aus dem Vorjahr souverän. In der Sprintwertung belegte er den zweiten Platz. Bei seinen vorletzten Nordischen Skiweltmeisterschaften 1999 in Ramsau waren auch sehr Erfolg, denn er wurde im Einzel und im Sprint Weltmeister und im Team sprang die Silbermedaille heraus. Auch bei seiner vorletzten Weltcupsaison 1999/2000 gelang ihm immer wieder Ergebnisse unter den ersten zehn und darunter waren vier Weltcupsiege, fünf zweite und vier dritte Plätze. Am Ende der Saison stand in der Gesamtwertung der zweite Platz drin und wurde wieder Zweiter in der Sprintwertung. Die letzten Weltcupsaison 2000/01 begann mit einem 44. Platz in Kuopio, danach fand Engen Vik wieder zu alter Stärke zurück und stand zehnmal auf dem Podest. In der Gesamtwertung wurde er zum zweiten Mal nach 1997 Dritter. Die letzten Nordischen Skiweltmeisterschaften 2001 in Lahti krönte er sich wieder im Einzel und im Team zum Weltmeister und im Sprint wurde er Neunter. Im April 2001 beendete Vik überraschend seine Karriere und begründete dies mit Motivationsproblemen und musste während seiner aktiven Laufbahn immer wieder Rückschläge einstecken, denn er hatte sich gleich fünfmal die Schulter ausgekugelt, einmal das Bein gebrochen.
Bei den Nordischen Skiweltmeisterschaften 2025 in Trondheim fungierte Vik als Langlauf-Koordinator der Kombinations-Wettkämpfe.

## Privat
In zwischen lebt er mit seiner Lebensgefährtin Eva und der im Sommer 2000 geborenen Tochter Elise meistens in Trondheim. Bei einem Osterausflug wurde er und Kristian Hammer von einer Lawine erfasst, beide blieben dabei unverletzt. Außerdem überstand er den Brand seines Appartements vor einigen Jahren unbeschadet.

## Sportliche Erfolge

### Teilnahmen an Olympischen Winterspielen
| Jahr und Ort     | Wettbewerb | Wettbewerb |
| Jahr und Ort     | Gundersen  | Team       |
| ---------------- | ---------- | ---------- |
| 1994 Lillehammer | 3.         | 2.         |
| 1998 Nagano      | 1.         | 1.         |

### Teilnahmen an Weltmeisterschaften
| Jahr und Ort     | Wettbewerb | Wettbewerb | Wettbewerb |
| Jahr und Ort     | Gundersen  | Sprint     | Team       |
| ---------------- | ---------- | ---------- | ---------- |
| 1993 Falun       | 4.         | –          | –          |
| 1995 Thunder Bay | –          | –          | 2.         |
| 1997 Trondheim   | 2.         | –          | 1.         |
| 1999 Ramsau      | 1.         | 1.         | 2.         |
| 2001 Lathi       | 1.         | 9.         | 1.         |

### Weltcupsiege im Einzel
| Nr. | Datum             | Ort               | Disziplin   |
| --- | ----------------- | ----------------- | ----------- |
| 01. | 2. März 1996      | Lahti             | Gundersen   |
| 02. | 16. März 1996     | Oslo              | Gundersen   |
| 03. | 14. März 1997     | Oslo              | Sprint      |
| 04. | 15. März 1997     | Oslo              | Gundersen   |
| 05. | 22. März 1997     | Štrbské Pleso     | Gundersen   |
| 06. | 29. November 1997 | Rovaniemi         | Gundersen   |
| 07. | 9. Januar 1998    | Ramsau            | Gundersen   |
| 08. | 28. Februar 1998  | Sapporo           | Gundersen   |
| 09. | 7. März 1998      | Lahti             | Gundersen   |
| 10. | 14. März 1998     | Oslo              | Gundersen   |
| 11. | 27. November 1998 | Lillehammer       | Gundersen   |
| 12. | 12. Dezember 1998 | Steamboat Springs | Gundersen   |
| 13. | 3. Januar 1999    | Schonach          | Gundersen   |
| 14. | 9. Januar 1999    | Štrbské Pleso     | Gundersen   |
| 15. | 16. Januar 1999   | Liberec           | Gundersen   |
| 16. | 16. Januar 1999   | St. Moritz        | Sprint      |
| 17. | 26. Januar 1999   | Val di Fiemme     | Gundersen   |
| 18. | 12. März 1999     | Oslo              | Gundersen   |
| 19. | 21. März 1999     | Zakopane          | Gundersen   |
| 20. | 5. Januar 2000    | Reit im Winkl     | Massenstart |
| 21. | 8. Januar 2000    | Schonach          | Gundersen   |
| 22. | 5. Februar 2000   | Hakuba            | Gundersen   |
| 23. | 10. März 2000     | Oslo              | Gundersen   |
| 24. | 11. März 2000     | Oslo              | Sprint      |
| 25. | 30. Dezember 2000 | Lillehammer       | Gundersen   |
| 26. | 3. Januar 2001    | Reit im Winkl     | Massenstart |

## Auszeichnung
- Holmenkollen-Medaille: 1997[1]